# 微牛證券
微牛證券（Webull Corporation）是一家在開曼群島登記，總部設在紐約的控股公司。該公司由富米科技所有。2020年10月時，微牛證券的日活躍用戶數達到75萬人。
微牛證券在香港以微牛證券有限公司名義運營，該實體已獲得《證券及期貨條例》（SFO）規定的受監管活動的牌照，包括第1類(證券交易)、第2類(期貨合約交易)及第4類(就證券提供意見)。

## 外部連結
- 官方网站